# Cletrac Peak
Cletrac Peak är en bergstopp i Antarktis. Den ligger i Västantarktis. Argentina, Chile och Storbritannien gör anspråk på området. Toppen på Cletrac Peak är 267 meter över havet.
Terrängen runt Cletrac Peak är kuperad åt nordväst, men åt sydost är den platt. Havet är nära Cletrac Peak åt sydost. Trakten är obefolkad. Det finns inga samhällen i närheten. 